# 巴林青年协会
巴林青年协会（阿拉伯语：جمعية الشبيبة البحرينية）是巴林的一个左翼青年组织，为民主进步论坛的青年翼。该组织致力于为巴林青年争取教育、医疗和政治参与权利。该组织是世界民主青年联盟的成员。